# Festival bunjevački’ pisama 2006.
Festival bunjevački’ pisama 2006. bio je šesto izdanje tog festivala. 
Održan je u rujnu.

Mjesto izvođenja je bio Hrvatski kulturni centar "Bunjevačko kolo", čiji je festivalski orkestar pratio izvođače. U revijalnom dijelu programa je nastupio tamburaški orkestar "Zlatni zvuci" iz Sombora. Izvedeno je 15 novih pjesama. 

Pored glavnih pokrovitelja , održavanju ovog festivala su pomogli i Hrvatsko nacionalno vijeće Republike Srbije, skupština općine Subotica i Generalni konzulat Republike Hrvatske u Subotici.
Po ocjeni strukovnih sudaca, najbolja je pjesma "Salašarska tuga" (Marko Sente - Marinko Rudić Vranić - Vojislav Temunović), izvođača Marinka Rudića Vranića. Druga nagrada je pripala pjesmi "Gabrić ćuprija" (Stipan Bašić Škaraba - Ante Crnković - Ante Crnković), koju je izveo Ante Crnković. Treća nagrada je otišla skladbi "Zašto lažu oči tvoje" (Marjan Kiš - Slobodan Ivković - Slobodan Ivković), koju su izveli Marinko Vujković Lamić - Čičak i Lidija Horvat.
Najbolja pjesma po izboru slušateljstva Radio-Subotice i nazočnih gledatelja, bila je pjesma "Ne dam da mi moje gaze" (Mirjana Jaramazović/Nikola Jaramazović - Nikola Jaramazović - Stipan Jaramazović). Pjesmu je izvela Marija Jaramazović.
Suci su tekst pjesme "Badnje veče", autorice Ane Popov, proglasili najboljim (Josip Stantić je skladatelj, a aranžer Vojislav Temunović). Izvođačice su bile Tamara Babić i Svetlana Milodanović.
Aranžman pjesme "Ej, ravnico moja", autora Vojislava Temunovića (Petar Kuntić je autor teksta i skladatelj). Izveo ju je Dejan Ćakić.
Suci za glazbeni dio (skladbe, aranžmani, izvedbe) su bili Mira Temunović, Berislav Skenderović, Jozefina Skenderović, Nataša Kostadinović i Đuro Parčetić.
Suci za ocjenjivanje tekstova su bili Milovan Miković, Tomislav Žigmanov, Katarina Čeliković, Ljiljana Dulić (ravnateljica đurđinske OŠ "Vladimir Nazor") i Ljiljana Dulić (urednica Radio-Subotice na hrvatskom jeziku).

## Vanjska poveznica
- Hrvatska riječ[neaktivna poveznica] "Salašarska tuga" pobijedila